# Ficció (pel·lícula)
Ficció és una pel·lícula espanyola de 2006, dirigida i guionitzada per Cesc Gay. Rodada en català i castellà.

## Argument
La història presenta a un tímid director de cinema anomenat Álex, que intenta finalitzar el seu últim guió alhora que lluita per deixar la seva timidesa i introversió per a donar la cara en el món del cinema, podent arribar pel cap alt alt amb les seves creacions.
Per acabar el seu guió, decideix allunyar-se del soroll i de totes les persones que l'envolten, buscant un petit poble dels Pirineus que li mantindrà apartat en la intimitat i la tranquil·litat del camp i les muntanyes.
Durant la seva estada al poble, coneix a una excel·lent violinista anomenada Mónica i que està passant les vacances a la casa d'una amiga. Després de parlar durant diverses hores, tots dos s'adonen que estan enamorats l'u de l'altre, però apareixeran certs motius pels quals no podran estar junts.

## Repartiment
- Eduard Fernández, com Álex.
- Javier Cámara, com Santi.
- Montse Germán, com Mónica.
- Carme Pla, com Judith.
- Àgata Roca, com Silvia.
- Greta Fernández, com Andrea.
- Sol Caramilloni, com Violeta.
- Pau Rangel, com Pau.

## Localització
Per al rodatge de la pel·lícula, es van utilitzar com a escenari les següents localitats catalanes:
- Lles de Cerdanya, Lleida
- El Cadí, Lleida
- Bellver de Cerdanya, Lleida
- Sanillés, Lleida
- Músser, Lleida
- Prats, Lleida
- Puigcerdà, Girona
- Barcelona

## Premis
| Any  | Premi                             | Esdeveniment                         | Resultat   |
| ---- | --------------------------------- | ------------------------------------ | ---------- |
| 2007 | Astor d'Or a la Millor Pel·lícula | Festival de Cinema del Mar del Plata | Guanyadora |
| 2007 | Millor pel·lícula espanyola       | Premis Turia                         | Guanyadora |